# Thomas Seddon
Pour les articles homonymes, voir Tom Seddon et Seddon.
Thomas Seddon  (1821-1856) est un artiste peintre britannique. À partir de 1853, il travaille au Caire où il produit des peintures de paysages dans le style préraphaélite pendant sa courte carrière. Il s'intègre à la culture du pays au point d'apprendre l'arabe et de s'habiller selon les coutumes locales. Selon son ami, le peintre William Holman Hunt, il est devenu un « indigène ». Il meurt de la dysenterie au cours de son dernier séjour en Égypte.

## Références

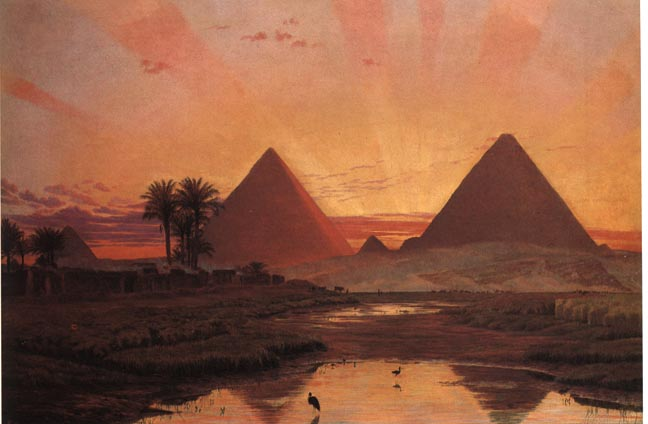
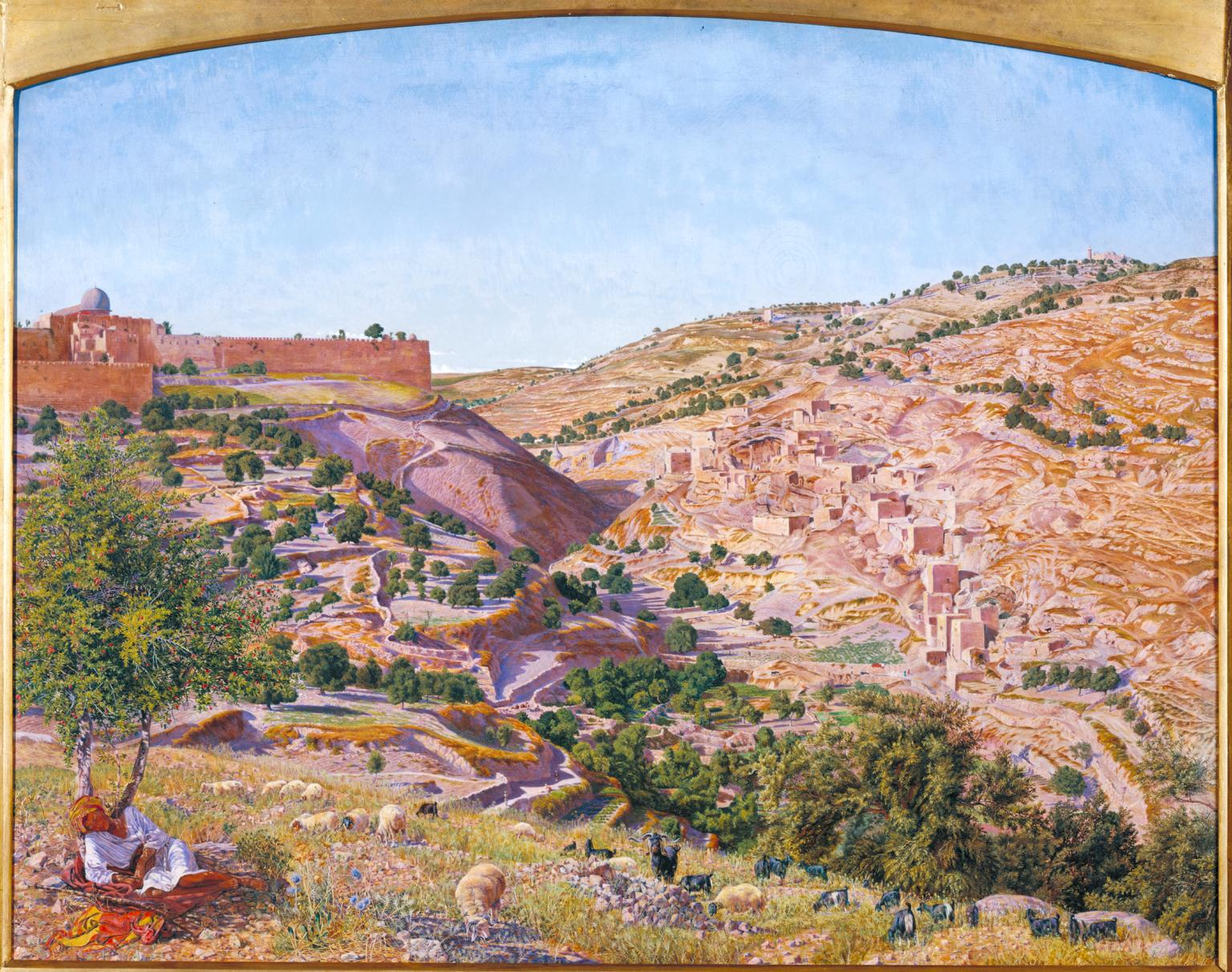